# Bombus auricomus
Bombus auricomus (saknar svenskt namn) är en insekt i överfamiljen bin (Apoidea) och släktet humlor (Bombus) som lever i Nordamerika.

## Beskrivning
Färgteckningen varierar, men normalt är huvudet svart men med gula hår inblandade på hjässan, mellankroppen svart med ett gult tvärband och andra och tredje bakkroppssegmenten framifrån gula: i övrigt är humlan svart. Hanen skiljer sig från drottning och arbetare genom att ha mer gult på huvudet, och genom att även det första bakkroppssegmentet är gult. Han har dessutom större ögon. Bombus auricomus är en tämligen stor humla; drottningen är 20–25 mm lång, arbetarna 18–20 mm, och hanen 17–20 mm. Arten är långtungad.

## Ekologi
De små bona byggs ovan jord på öppna gräsmarker.
Drottningen är aktiv från maj till september, arbetarna från juli till augusti, och hanarna i augusti. Humlan är polylektisk, den hämtar näring från blommande växter från många olika familjer som bland annat brakvedsväxter (släktet säckbuskar), johannesörtsväxter (johannesörtssläktet), rosväxter (aplar), kransblommiga växter (släktet temyntor), potatisväxter (skattor), ärtväxter (klövrar, Dalea, klövrar och vickrar) korgblommiga växter (flocklar, piggtistlar, tistlar och solhattar), ranunkelväxter (riddarsporrar), väddväxter (kardväddsarter) samt grobladsväxter (penstemoner)..

## Taxonomi
Bombus auricomus betraktas ibland som en underart till Bombus nevadensis under namnet Bombus nevadaensis auricomus..

## Utbredning
Arten finns i östra Nordamerika, från Saskatchewan och Ontario i södra Kanada samt östra USA från Minnesota och Nebraska till Massachusetts i norr, med sydgräns längs Oklahoma till North Carolina samt Mississippi och Alabama.. Den är ingenstans vanlig.